# Temur Rahimow

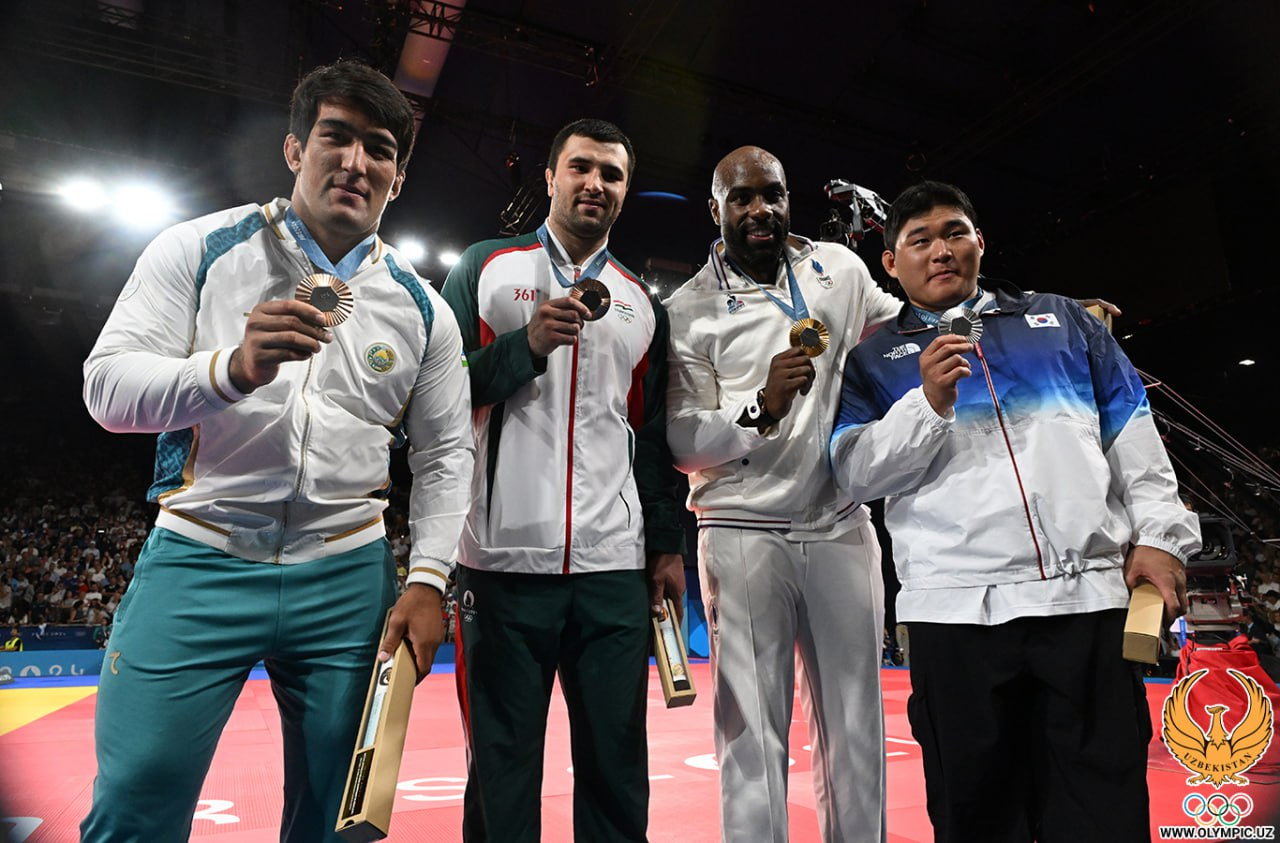
Die Medaillengewinner 2024 von links nach rechts: Alisher Yusupov, Temur Rahimow, Teddy Riner und Kim Min-jong.

Temur Rahimow (tadschikisch Темур Раҳимов; * 8. Juli 1997 in Rudakij) ist ein tadschikischer Judoka, der 2024 Olympiadritter im Schwergewicht wurde.

## Sportliche Karriere
2017 trat Rahimow noch im Halbschwergewicht an, der Gewichtsklasse bis 100 Kilogramm. Er wurde Zweiter der Juniorenasienmeisterschaften und Dritter der Juniorenweltmeisterschaften.
Seit 2018 kämpft Rahimow im Schwergewicht. Bei den Weltmeisterschaften 2018 in Baku erreichte er das Viertelfinale und belegte den siebten Platz. 2019 erreichte er das Finale der Asienmeisterschaften und gewann Silber hinter dem Südkoreaner Kim Sung-min. Bei den Weltmeisterschaften 2019 in Tokio schied er im Achtelfinale gegen den Georgier Guram Tuschischwili aus.
Nach der Zwangspause wegen der COVID-19-Pandemie wurde Rahimow Siebter bei den Weltmeisterschaften 2021 in Budapest. Bei den erst 2021 ausgetragenen Olympischen Spielen in Tokio war Rahimow bei der Eröffnungsfeier Fahnenträger der tadschikischen Mannschaft. Im olympischen Turnier gewann er seinen Auftaktkampf gegen den Kubaner Andy Granda und verlor dann gegen Guram Tuschischwili.
2022 erreichte Rahimow das Finale der Asienmeisterschaften und unterlag dann dem Japaner Kokoro Kageura. Bei den Weltmeisterschaften in Taschkent traf er im Kampf um Bronze auf Tuschischwili und verlor. Im November 2022 siegte Rahimow beim Grand-Slam-Turnier in Baku. Bei den Weltmeisterschaften in Doha bezwang Rahimow im Viertelfinale den Japaner Kageura. Im Halbfinale unterlag er dem Franzosen Teddy Riner und im Kampf um Bronze dem Brasilianer Rafael Silva. Bei den 2023 nachgeholten Asienspielen in Hangzhou gewann Rahimow die Silbermedaille hinter dem für die Vereinigten Arabischen Emirate antretenden Magomedomar Magomedomarov.
Im April 2024 wurde Rahimow Dritter bei den Asienmeisterschaften. Bei den Weltmeisterschaften in Abu Dhabi verlor er im Viertelfinale gegen den Usbeken Alisher Yusupov und wurde Siebter. Bei den Olympischen Spielen in Paris war Rahimow erneut Fahnenträger bei der Eröffnungsfeier. Beim olympischen Turnier bezwang er im Achtelfinale den Deutschen Erik Abramov und im Viertelfinale Alisher Yusupov. Nachdem Rahimow im Halbfinale gegen Teddy Riner unterlegen war, erkämpfte der Tadschike die Bronzemedaille gegen Andy Granda.